# 二十三坊 (迪化)
二十三坊是指清朝末年到中华民国大陆时期，位于新疆迪化城区23座规模较大的回民清真寺的统称。二十三坊由来自陕西、甘肃、宁夏、青海等地迁疆的回民建设，现二十三坊的清真寺大部分位于天山区内，也有的座落在沙依巴克区。目前有的成为中国全国重点文物保护单位，有的得以重新修建，有的已无踪迹可循。清末到民初时期，二十三坊不仅主持纪念圣纪节等伊斯兰教节日、活动，还修建各类学校、建立新疆回族文化促进会、解决坊民间的民事纠纷等。

## 形成和发展
清乾隆年间起，或因从军戍边屯田、或因天灾人祸逃难，或因移民、发配等，自陕西、甘肃、青海等地前往新疆的回民人数增多。随着回民穆斯林在迪化（今乌鲁木齐市）逐渐聚居，开始在迪化首建清真寺——北梁寺（今文昌阁）。然而随着妥明反清，并最终遭到刘锦棠的扑灭，北梁寺于光绪二年（1876年）停止宗教活动。但聚居在迪化城西关、南关等地的回民穆斯林依然有着宗教活动的需求，一些原本简易的礼拜点开始扩建为清真寺，同时新的清真寺也在修建。到清末，迪化的回民清真寺呈现数量多但建筑简陋的特点，唯有城区或开发较早的农村地区方有历史久、规模大的清真寺。
清末到中华民国大陆时期，二十三坊的说法开始出现，指的便是迪化城区23座规模大的回民清真寺。乾隆至金树仁主政新疆时期，包括二十三坊在内的各坊主要组织架构为有宗教职权最高的掌教阿訇一人，负责传教、祈祷、礼拜等宗教事务。另设有管理寺坊事务的社首一人及分管财务、杂务等事务的乡老三到五人。民国二十二年（1933年），主政新疆的盛世才令新疆各族组建自己的新疆文化促进会，为此二十三坊的宗教人士和代表开会并决定要建立新疆回族文化促进会（回文会）。1934年，在固原寺召开了新疆回族文化促进会成立大会。自此到新疆和平解放，因回文会的指导，二十三坊各坊的组织形式改为理事会制。除掌教阿訇依然管理宗教事务外，设理事长1人，理事若干人，理事会管理寺坊内各事务。。期间，二十三坊各坊利用自己的房舍开办如小学、夜校、妇女学校等。每月，二十三坊的阿訇和理事长会与回文会的委员会召开会议，以解决民事纠纷、汇报回文会工作等。每年圣纪节，二十三坊的坊民会集中进行诵经等活动，各大坊轮流主持。民国三十四年（1945年），马良骏受二十三坊一致推举成为新疆回族总教长。当时，马良骏每日在陕西大寺讲经，二十三坊的阿訇会前往听讲。二十三坊的说法一直持续到1949年新疆和平解放前后。

## 寺坊及教派
回民穆斯林的“坊”也被称为哲玛尔提（阿拉伯语：جماعة）。清末民初，“坊”不单指用于宗教活动的场所，还包括其社会活动的场所。一个教坊通常以清真寺为中心，加上周围穆斯林社区形成既有宗教功能又有民政功能的单位。
当时，迪化的回民穆斯林以格底目教派为主，苏菲派门宦又以虎夫耶为多数，故常以“大坊寺”称格底目派的寺坊与虎夫耶的寺坊；被称为“小坊寺”的坊属于哲合忍耶派，哲合忍耶派后又分为沙沟派和板桥派。另也有部分为卡迪里耶派、依赫瓦尼派。新疆的回民穆斯林虽有教派之别，鲜有教派之争。

## 命名与建筑
迪化二十三坊的命名大致可分为三种。其一为以省、县等地名命名的清真寺，包括陕西大寺（陕西）、陕西老坊寺（陕西省）、青海寺（青海）、凤翔寺（凤翔）、邠州寺（邠州）、固原寺（固原）、河州寺（河州）、肃州寺（肃州）、兰平坊（兰州和平番，后来分开的兰州寺和永登寺）、巴里坤寺（巴里坤）等。其二为以其所在街巷命名的清真寺，包括头道巷寺、山西巷寺、宽巷寺、宁固寺（宁固巷）等。其三为以方位和象征名词命名的清真寺，包括迪化城西的西坊寺，位于城东小东梁的东坊寺，靠北车市巷的北坊寺，南门以外的南坊寺（包括后拆为南大寺和南坊坑坑寺）以及西大寺等；以象征性名次命名的包括河坝沿寺、西大桥寺、城内坊（寺）等。另外，撒拉族的撒拉寺也位列二十三坊之一。
二十三坊现存建筑的建筑风格大致可分为中原传统建筑式样和伊斯兰建筑式样。陕西大寺、陕西老坊寺等的礼拜大殿平面均呈凸字形，前部为单檐歇山顶，后部为重檐川亭顶。北坊寺、南大寺等平面呈长方形，为两脊搭连式建筑。山西巷寺等则为有着圆拱穹顶的伊斯兰建筑式样。

## 各坊情况
| 寺名         | 寺名       | 现状图片 | 初建时间 | 介绍 | 地址                                     |
| ------------ | ---------- | -------- | -------- | --- | ---------------------------------------- |
| 陕西大寺     | 陕西大寺   |          | 1883年   | 陕西大寺初由陕西渭水一带的回民修建，1902年重建。陕西大寺占地近5200平方米，为二十三坊最大；同时，马良骏任陕西大寺阿訇共16年，其弟子多成为二十三坊的阿訇，故陕西大寺属二十三坊之首。陕西大寺在1980年代、21世纪初先后进行过维修。其礼拜大殿前部为单檐歇山顶，后部有重檐八角亭，是中原传统梁柱式木构架建筑，现为全国重点文物保护单位。 陕西大寺属格底目派。 | 乌鲁木齐市天山区和平南路永和巷           |
| 城内坊（寺） | 陕西大寺   | -        | 1876年后 | 城内坊（寺）是北梁寺停止宗教活动后，由迪化城内的回民穆斯林商人修建的清真寺。原位于如今的民主路上，于1955年与陕西大寺合并，城内坊（寺）撤销。 | -                                        |
| 南坊寺       | 南坊坑坑寺 |          | 1870年后 | 坑坑寺由路宗德修建。因位于二道桥附近的地势较低的洼地，故被称为坑坑寺。与哲合忍耶沙沟派分派后，坑坑寺多次迁址，最终迁至今址。1953年重新修建礼拜大殿。本寺坊民依然称其为“老南坊”。南坊坑坑寺属哲合忍耶之板桥派。 | 乌鲁木齐市天山区天池路                   |
| 南坊寺       | 南大寺     |          | 1919年   | 哲合忍耶分派后，马绍武等人修建南大寺，1929年修建如今的礼拜大殿。南大寺礼拜大殿为乌鲁木齐市文物保护单位。 南大寺的坊民属哲合忍耶之沙沟派。 | 乌鲁木齐市天山区解放南路                 |
| 青海大寺     | 青海大寺   |          | 1868年   | 青海寺原名西宁寺，马呈祥抵疆后改名青海大寺。该寺由青海的穆斯林捐资建成，旧清真寺建筑于1918年、1947年两次大修。青海寺原为砖木结构的混合式建筑，占地面积超1000平方米。2003年，新的青海大寺建成，新建筑为伊斯兰风格建筑。 青海寺的有部分坊民为依赫瓦尼派。也寺坊民有部分属于虎非耶花寺门，有过“花寺太爷”忌日的传统。                                       | 乌鲁木齐市天山区青海寺巷与和平南路交口处 |
| 陕西老坊寺   | 陕西老坊寺 |          | 1877年   | 陕西老坊寺原名陕西寺，是北梁寺停止宗教活动后，陕西回民重建而成。1906年改名陕西老坊寺，简称老坊寺。清真寺建筑面积320平方米，为砖木结构建筑。南陕西老坊寺礼拜大殿为乌鲁木齐市文物保护单位。 | 乌鲁木齐市天山区新市路                   |
| 北坊寺       | 北坊寺     |          | 1886年   | 北坊寺占地超2400平方米，1944年翻新。文革时期，为乌鲁木齐市第二橡胶厂所用。后经修整，重新做为清真寺使用。 | 乌鲁木齐市天山区人民路                   |
| 西大寺       | 西大寺     |          | 1890年   | 西大寺原为西坊寺，最初是山西巷南侧的建议礼拜点，后迁移到今址并修建清真寺建筑。西大寺有土木结构长方形礼拜大殿，山门则是2层楼房式，建筑面积超过960平方米。 | 乌鲁木齐市天山区利民巷                   |
| 凤翔寺       | 凤翔寺     |          | 1884年   | 凤翔寺1989年因修建红旗路百货而拆除。重建后改为四层砖混结构建筑，建筑面积超750平方米。 | 乌鲁木齐市天山区中山路                   |
| 邠州寺       | 邠州寺     |          | 1910年   | 邠州寺于1979年发生火灾，大殿门、窗、木质设施全部烧毁，后修复，1990年因城市规划而拆除。后重建为3层砖混结构建筑。 | 乌鲁木齐市天山区马市巷                   |
| 东坊寺       | 东坊寺     |          | 1877年   | 东坊寺建筑面积超1840平方米。礼拜大殿为青砖土木结构建筑。 | 乌鲁木齐市天山区新市路                   |
| 河州寺       | 河州寺     |          | 1915年   | 河州寺于1977年被乌鲁木齐市废品回收站征购并改建为其家属院。20世纪80年代归还寺坊，1988年重建河州寺。河州寺为建筑面积478平方米的砖混结构建筑。 河州寺坊民基本为依赫瓦尼。 | 乌鲁木齐市天山区建中路                   |
| 肃州寺       | 肃州寺     |          | 1877年   | 由马德泉带领着自酒泉迁至迪化的回民修建，1907年重建。现为砖木结构建筑，占地144平方米，前廊及大厅为硬山顶。其大殿为乌鲁木齐市文物保护单位。 | 乌鲁木齐市天山区跃进街                   |
| 山西巷寺     | 山西巷寺   |          | 1893年   | 文化大革命时期，山西巷寺寺址属乌鲁木齐市印染厂，工厂后迁出。1988年，新建砖混结构建筑清真寺，建筑面积超500平方米。 | 乌鲁木齐市天山区龙泉街                   |
| 固原寺       | 固原寺     |          | 1898年   | 固原寺初由固原回民筹款于建中路永和南巷巷口修建。1954年，坊民将寺址迁至今址，此次修建的为砖木结构建筑清真寺。 | 乌鲁木齐市天山区固原一巷                 |
| 河坝沿寺     | 河坝沿寺   |          | 1886年   | 文化大革命时期，河坝沿寺寺址属乌鲁木齐市五金铁皮厂所有，1980年工厂迁出。后经维修重新开放。 属哲合忍耶之沙沟派。 | 乌鲁木齐市天山区新华北路                 |
| 宽巷寺       | 宽巷寺     |          | 1770年   | 宽巷寺先后经历4次翻修，1947年在原址重建了礼拜大殿。文革期间作为缝纫厂、旅社，1982年归还寺坊。宽巷寺建筑面积超400平方米，寺院为院落建筑，礼拜大殿为砖混结构的门洞式二层楼房，单层平檐。 | 乌鲁木齐市天山区解放南路                 |
| 宁固寺       | 宁固寺     |          | 1852年   | 宁固寺礼拜大殿初为中原风格建筑，大殿前带卷棚，青砖对缝、青瓦覆顶。现位于宁固寺巷内。 宁固寺属虎非耶马永祯门。 | 乌鲁木齐市天山区和平南路                 |
| 巴里坤寺     | 巴里坤寺   |          | 1877年   | 巴里坤寺初为建筑面积760平方米，大殿原为前带卷棚的中原建筑风格建筑。 | 乌鲁木齐市天山区和平南路                 |
| 撒拉寺       | 撒拉寺     |          | 1865年   | 撒拉寺于1948年翻修，清真寺原为砖木结构建筑。原占地面积不足500平方米，2002年翻修后占地面积约1600平方米。 撒拉寺的寺坊民有部分坊民为依赫瓦尼派，也有部分属于虎非耶花寺门，有过“花寺太爷”忌日的传统。 | 乌鲁木齐市天山区撒拉寺巷                 |
| 西大桥寺     | 西大桥寺   |          | 1918年   | 西大桥寺原址位于乌鲁木齐西大桥西侧桥头，乌鲁木齐人民公园附近。1962年，因《新疆日报》社扩建征购而被拆除。文革期间，坊民在友好路设简易礼拜点。1985年，清真寺迁至今址。1990年建成。 | 乌鲁木齐市沙依巴克区西北路与西虹路交口处 |
| 兰平坊       | 兰州寺     |          | 1946年   | 兰平坊原位于永和正巷，本为兰州人和平番人（今永登县）一起修建的平房，为简易寺院。兰州人与平番人分家后，兰平坊改为兰州寺。1984年，兰州寺坊民将其迁至今址。 兰州寺的坊民以虎非耶马福明门为主。 | 乌鲁木齐市天山区跃进街                   |
| 兰平坊       | 永登寺     |          | 1946年   | 永登寺坊民原与兰州寺坊民共用兰平坊。与兰州人分家后，平番人在小东梁建永登寺。 | 乌鲁木齐市天山区和平南路                 |
| 头道巷寺     | 头道巷寺   | -        |          | 头道巷寺原位于迪化南门外建中路北巷，1960年，因新疆人民出版社扩建征购而被拆除。 | -                                        |